# Émile Durand-Gréville
Émile Durand, dit Durand-Gréville, né le 13 avril 1838 à Montpellier et mort le 20 janvier 1914 à Paris 10e, est un critique d’art français.
Dès son enfance, Durand a manifesté cette intelligence extraordinairement curieuse et active qui toute sa vie l’a poussé à s’intéresser simultanément, et avec succès, aux études les plus diverses.

## Biographie
Après de solides études effectuées avec brio dans sa ville natale, Durand a préparé des examens de sciences. Parti comme précepteur pour la Russie, il s'installe à Saint-Pétersbourg. L’éducation de son élève achevée, il concourt avec succès pour une chaire de littérature française au gymnasium Marie à Saint-Pétersbourg (en), où il joint un cours d’esthétique à son cours de littérature.
À Saint-Pétersbourg, il fréquente un de ses collègues, l’universitaire Jean Fleury, qui recevait chez lui une société choisie de savants et d’érudits. Alors que ce dernier prépare le concours au poste de professeur de littérature à l’Université impériale de Saint-Pétersbourg, qui devait avoir lieu dans huit jours, alors qu’il lui restait pour près de quinze jours de travail. S’étant offert pour l’aider, il passe de longues séances devant la table à écrire, avec lui et sa fille Alice. Le travail achevé, Alice et lui constatent qu’ils ne peuvent se passer l’un de l’autre, et se mettent à écrire ensemble. Ayant des accointances à la rédaction du Journal de Saint-Pétersbourg, il y fait passer quelques unes des nouvelles d’Alice, qui devait devenir célèbre comme romancière sous le nom de plume d’Henry Gréville.
Fiancés, et bientôt mariés, d’où le second vocable ajouté à son nom, l’ambition du nouveau couple étant de se faire une carrière littéraire, ils décident, sur les conseils réitérés de nos amis, de reprendre le chemin de la France. Arrivés à Paris après la guerre de 1870, Durand commence la vie de labeur acharné qui devait être la sienne jusqu’à la fin de ses jours. S’intéressant tout à la fois à la fois à une multitude sujets, il s’occupe d’esthétique, de philosophie, d’histoire de l’art. S'intéressant de façon professionnelle à la météorologie encore naissante, il devient rapidement une autorité et fait d’importantes découvertes, multipliant les conférences, aussi bien en France qu'à l'étranger. Un moment même, il pense faire de la peinture, il passe quelque temps dans l’atelier de Léon Bonnat, avant de devoir y renoncer pour raisons de santé.
Lié avec le peintre et musicien Bonaventure Laurens, dans sa ville natale, il a publié une étude sur celui-ci dans l’Artiste, en 1891. Il devait, de même, fréquenter nombre d’artistes à Paris, Cabanel, A. Thomas, Camille Saint-Saëns et surtout Jean-Jacques Henner, auquel l’unissait une étroite amitié, et dont il avait noté minutieusement les conversations en vue d’un livre qui est resté à l’état de manuscrit. Il s’est lié d’amitié, dans les années 1870, avec Edgar Degas, qui a fait son portrait. Rapidement devenu un critique d'art reconnu et apprécié, sa parfaite connaissance de la langue russe lui permet, en outre, d'entrer en contact avec Ivan Tourgueniev, avec lequel il collabore à la traduction de certaines de ses œuvres.
Menant de nombreuses études au sein des musées et galeries, il parfait son éducation artistique en visitant les musées d’Europe et même ceux des États-Unis, s’intéressant tour à tour à l’école hollandaise et à Rembrandt en particulier. C’est lui qui a révélé dans la Gazette des beaux-arts, en 1885, la mutilation dont avait fait l’objet la Ronde de nuit, puis aux Primitifs, aux Van Eyck, à Dirk Bouts, et, dans les derniers temps, à Raphaël et à la question des œuvres de jeunesse du maitre, ne reculant pas, malgré son âge déjà avancé, devant les fatigues d’un long voyage pour aller revoir et étudier un tableau dans un musée lointain.
Il a collaboré à de nombreuses revues d’art françaises et étrangères : l’Artiste, la Revue Encyclopédique, Les Arts, Les Arts anciens de Flandre, Oud Holland, enfin la Chronique des arts et de la curiosité, où il a publié, outre la lettre sur la mutilation de la Ronde de nuit (1885), des correspondances des États-Unis sur la vie artistique et les collections privées en Amérique (1886-1887), « Nouveaux documents hollandais sur la Ronde de nuit de Rembrandt » (1887), « le Nettoyage de la Ronde de nuit » (1889), « Rembrandt à Leyde (1896), et des « Notes sur les Primitifs néerlandais de la National Gallery et ceux du Louvre » (1908 et 1913), sans compter nombre de communications et de bibliographies insérées dans la Chronique des arts et de la curiosité.
On lui doit également un ouvrage luxueux et très important sur Hubert et Jan van Eyck (1910), des brochures sur les mutilations et transformations des tableaux de gardes civiques, sur les changements de la couleur dans les tableaux des vieux maitres ; nombre de communications à des Congrès internationaux. Sa collaboration au dernier Congrès de Gand lui a valu d’être nommé membre correspondant de l’Académie royale d'archéologie de Belgique. C’est le seul honneur qu’ait reçu ce travailleur aussi modeste qu’infatigable, qui n’en avait jamais brigué aucun.
Ayant perdu sa femme, douze ans auparavant, il consacre ses dernières années à perpétuer la mémoire, jusqu’à sa mort, à la maison de santé Dubois du 27 rue de l'Aqueduc. Il a rejoint son épouse au cimetière de Montmartre.

## Publications

### Art

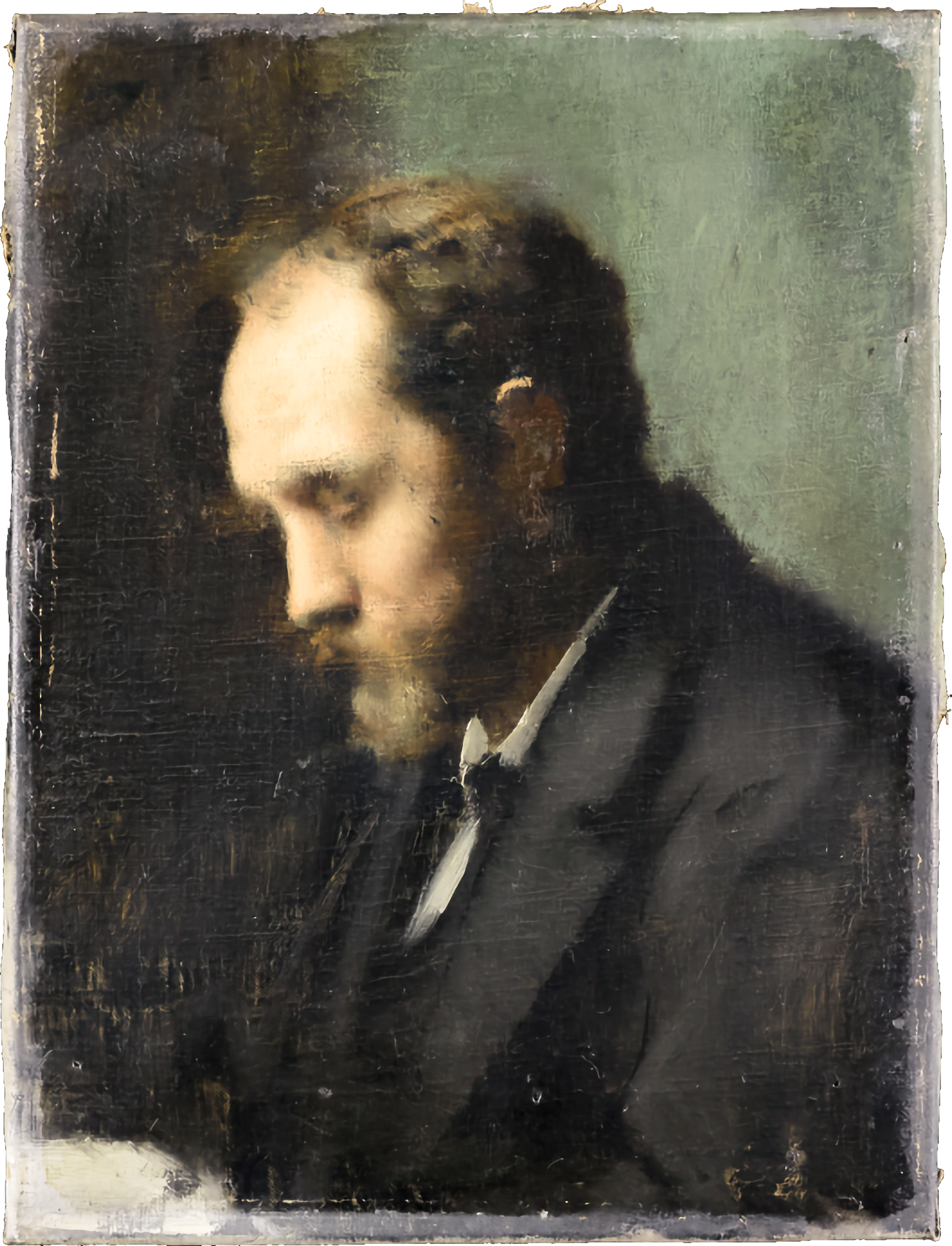
Portrait par Jean-Jacques Henner.

- Une "Vierge" de Memling au musée de Saint-Sébastien, 1914.
- L’Exposition d’art ombrien à Londres, 1910.
- Les Orages de 1903 et de 1904, 1909.
- Isobares de grains. L’Annonce télégraphique des grains, 1907.
- Raphaël à l’Exposition de Pérouse, 1907.
- Les Portraits de la famille d’Urbin par Raphaël, 1906.
- Trois Portraits méconnus de la jeunesse de Raphaël, 1905.
- La Ronde de Nuit de Rembrandt, 1900.
- À propos de Jules Lemaître, 1895.
- Joseph-Bonaventure Laurens, 1891.
- La Couleur du décor des vases grecs, 1891.
- Catalogue des tableaux, dessins, pastels et aquarelles provenant de l’atelier de G. Guillaumet, 1888.
- Originaux et Copies à propos de l’exposition de Bruges, Bruges 1902.

### Culture
- « Le Poète national de la Petite-Russie », Slovo, nos 45-46 « Taras Chevtchenko (1818-1861). Hommage au poète ukrainien à l'occasion du bicentenaire de sa naissance »,‎ 2015, p. 163-7 (ISSN 2079-5335, lire en ligne, consulté le 16 avril 2025).
- « Étude sur la vie et les œuvres de A.N. Ostrovsky », La Revue russe, Paris, no 56 « De tout faire théâtre. Alexandre Ostrovski (1823-1886) »,‎ 2021, p. 83-104 (ISSN 2496-7467, lire en ligne, consulté le 16 avril 2025).

### Pédagogie
- « L’Éducation des classes populaires en Russie », La Revue pédagogique, Paris, vol. 15,‎ juillet-décembre 1889, p. 583-92 (lire en ligne, consulté le 16 avril 2025).

### Traductions
- Ivan Tourgeniev (trad. du russe par Émile Durand-Gréville), Terres vierges, Paris, J. Hetzel & Cie, 1877, 352 p., in-18 (lire en ligne sur Gallica).

### Météorologie
- Distribution de l’électricité atmosphérique le long d’un ruban de grain, 1906.
- Procédés pour distinguer les orages de dépression des orages de chaleur, 1906.
- Moyens de tracer plus exactement les lignes isochrones d’orage, 1905.
- L’Astronomie physique et l’observatoire de Meudon, 1881.

## Iconographie
- Edgar Degas a peint son portrait, aujourd’hui au Nationalmuseum de Stockholm.
- Jean-Jacques Henner a peint son portrait, aujourd’hui au musée national Jean-Jacques Henner de Paris.